# Gaston Ramon
Gaston Ramon (30 de septiembre de 1886 – 8 de junio de 1963) fue un veterinario y biólogo francés famoso por su papel en el tratamiento de la difteria y el tétanos.
Nacido en Bellechaume (Yonne, Francia), estudio en la École vétérinaire d'Alfort de 1906 a 1910. En 1917 se casó con Marthe Momont, sobrina-nieta de Emile Roux.
Durante la década de 1920, Ramon, junto a P. Descombey, realizó aportaciones claves al desarrollo de vacunas eficaces contra la difteria y el tétanos. En particular, desarrolló un método para inactivar la toxina de dichas enfermedades utilizando formaldehído, lo que, con ciertas modificaciones, es todavía utilizado en las vacunas fabricadas hoy en día. También desarrolló un método para determinar la potencia de las vacunas, algo esencial para la producción reproducible de dichos fármacos. 
Recibió 155 nominaciones al premio Nobel aunque nunca lo ganó.
Se conserva una colección de sus artículos en la Biblioteca Nacional de Medicina en Bethesda, Maryland.